# Przechody (obwód brzeski)
Przechody (biał. Праходы, Prachody; ros. Проходы, Prochody) – wieś na Białorusi, w obwodzie brzeskim, w rejonie kamienieckim, w sielsowiecie Dmitrowicze.

## Historia
W XIX i w początkach XX w. folwark położony w Rosji, w guberni grodzieńskiej, w powiecie brzeskim, w gminie Wojska. Alternatywną nazwą miejscowości w tym okresie był Kostusin.
W dwudziestoleciu międzywojennym leżały w Polsce, w województwie poleskim, w powiecie brzeskim, do 18 kwietnia 1928 w gminie Wojska, następnie w gminie Dmitrowicze. W 1921 miejscowość liczyła 194 mieszkańców, zamieszkałych w 41 budynkach, w tym 186 Białorusinów i 8 Żydów. 184 mieszkańców było wyznania prawosławnego, 8 mojżeszowego i 2 rzymskokatolickiego.
Po II wojnie światowej w granicach Związku Sowieckiego. Od 1991 w niepodległej Białorusi.